# افرایم ایلین
افرایم ایلین (عبری: אפרים אילין‎؛ زاده ۱۹۱۲ - درگذشته ۲۰۱۰) کارآفرین و مدیر اجرایی اهل اسرائیل بود، که در سال ۱۹۵۱ شرکت آشوت اشکلون را تأسیس کرد.